# 台北植物園腊葉館
25°01′55″N 121°30′32″E / 25.031806°N 121.508867°E
台北植物園腊葉館 (腊正體字念錫，爲日治外來語:意爲「乾肉」而非「燒烤」)於1924年興建，原為臺灣總督府「中央研究所林業部腊葉館」。日治初期為開發臺灣森林資源，計畫性從事「臺灣植物調查事業」，野外採集的植物乾燥製成「腊葉標本」保存，以供鑑定植物種類。本館因此成為臺灣第一座專為貯藏植物腊葉標本而興建之標本館，是臺灣林業研究與植物資源調查的發祥地。本館隸屬於行政院農業委員會林業試驗所，2008年台北市政府公告為市定古蹟。珍貴的腊葉標本現已移至現代化的植物標本館。2016年適為台北植物園120週年紀念，林業試驗所為傳承臺灣植物研究史，爰修復現址為展示館。2017年重新開幕，提供民眾一窺植物研究歷史，並延續臺灣植物研究、保育與教育的使命。

## 歷史
1896年（明治29年）：民政局殖產部於小南門外設置苗圃（臺北植物園前身）
1903年（明治36年）：川上瀧彌、早田文藏陸續來臺
1904年（明治37年）：開始「臺灣植物調查事業」（至1923年止）
1904年（明治37年）：殖產局創設標本室（1905年12月火災焚毀多數標本）
1906年（明治39年）：松村任三、早田文藏合著「臺灣植物總覽」
1908年（明治41年）：佐佐木舜一、金平亮三陸續來臺
1911年（明治44年）：創立殖產局林業試驗場
1911-1921年（明治44年-大正10年）：早田文藏出版「臺灣植物圖譜」共10卷，記載臺灣植物3,647種（含亞變種）
1917年（大正6年）：金平亮三發表「臺灣樹木誌」，並於1936年發行增補版
1917年（大正6年）：佛里紀念碑揭幕
1921年（大正10年）：臺北苗圃改稱臺北植物園、中央研究所林業部成立
1924年（大正13年）：林業部腊葉館成立，金平承接川上等人調查臺灣植物成果，提供日籍植物學者在臺從事分類研究場域及保存標本
1925-1932年（大正14年-昭和7年）：山本由松發表「續臺灣植物圖譜」共5卷
1928年（昭和3年）：佐佐木舜一編著「臺灣植物名彙」，記錄臺灣植物3,582種（含亞變種）和台語的說法。
1930年（昭和5年）：佐佐木舜一任腊葉館主任，出版「林業部腊葉館目錄」，館藏約30,000號，近6,000種植物
1936年（昭和11年）：早田文藏紀念碑揭幕
1936年（昭和11年）：正宗嚴敬編纂「最新臺灣植物總目錄」，收錄臺灣植物達5,245種（含亞變種）
1939年（昭和14年）：中央研究所改組，臺灣總督府林業試驗所成立
1945年（民國34年）：臺灣省林業試驗所成立
2000年（民國89年）：標本遷移至森林研究大樓，設立植物標本館
2017年（民國106年）：腊葉館及佛里銅像、早田文藏紀念碑修復開幕

## 建築使用變遷

### 日治時期-中央研究所林業部腊葉館
臺北植物園腊葉館空間機能在日治時期，一樓部分應以典藏及辦公為主，而在二樓部分則以儲藏和工作（標本製作）為主要機能。室內為二層空間，中央為挑空區，腊葉標本櫃配置在兩側。一樓部分，配合上方之挑空，在中央處設有仿西方古典式樣之金屬製圓柱七根，兩邊三支相對，支撐二樓迴廊。

### 民國50年代
主要負責腊葉館業務之管理人為鄭宗元主任，而研究人員有：章樂民先生、柳榗先生及王仁禮先生，亦有一或二位專門負責整理標本之技工。此一階段腊葉館一樓為腊葉標本之典藏空間，並兼具辦公功能，而二樓空間則全為辦公空間之用。原設置在挑空區之樓梯已經拆除，而將樓梯改至西南側，側門入口側。

### 民國60年間
臺北植物園腊葉館推測因腊葉標本典藏空間不足，遂將原挑空空間新增樓板，使二樓成為儲藏與辦公空間。

### 民國70年間
全部改為以腊葉標本典藏為主，不再兼具辦公之機能，所有人員撤出臺北植物園腊葉館。此階段臺北植物園腊葉館業務之管理人，改由徐國士先生為主任，而研究人員則為：楊遠波先生等人。此階段臺北植物園腊葉館一、二樓皆為腊葉標本典藏空間。

### 民國80年代
臺北植物園腊葉館在以典藏為主之條件下，主要辦公區域皆移至隔壁辦公空間。此階段臺北植物園腊葉館歷任之管理人，有呂錦明主任、潘富俊主任及邱文良主任（組長）；而在研究人員部分，則有：楊遠波先生、呂勝由先生、楊國楨先生等人。此階段，臺北植物園腊葉館除館舍的改建外，如：屋頂翻新、標本櫃汰舊及各硬體設備之更新，在軟體的建設上亦有快速成長，標本藏量亦由原本之六萬份逐步成長。另外，在相關圖書與數位資料亦逐步成長，成為臺灣重要之植物典藏與學術研究機關。

### 民國90年後
腊葉標本之儲藏轉移至新大樓，臺北植物園腊葉館之功能遂改為園區技工與志工之辦公室，因此於此階段再進行改建。在一樓部分，將空間由原本放置標本櫃之廣間而改為辦公空間，並在原挑空範圍，即原金屬圓柱範圍內磚砌隔間牆。除作為辦公空間外，在前區規劃兩間儲藏室，而後方之辦公室調整為休息室。二樓空間分為兩區，一區為志工之辦公室，另一區則為會議與工作空間。二樓配合現代之使用需求增加天花板，之衛浴機能外，亦新增空調與消防等機具與管線。

### 民國106年
依原建築設計整修，重新打開中央挑空部分，重現仿西方古典式樣之金屬製圓柱七根及樓梯。轉變為以描述臺灣植物探索歷史的展示館。一樓為常設展區及特展區，二樓為不開放之儲藏展示櫃及教學區。

## 建築風格
腊葉館之建物結構為加強磚造，紅磚的外觀具有時代特色，樓板為RC，部分樑柱為鋼管結構，屋頂為切角頂等，充分反應了當時在東京大地震後耐震結構的嘗試，雖在臺灣並未普及，但不論就形式或結構特色來看，都深具建築史及技術史上的價值與文化意義。
臺北植物園腊葉館主要為清水磚造牆體，牆面在屋簷與清水磚牆身間設有白色之裝飾帶。在開口部分，舊制木造上下拉窗設置位置略向內退縮，使開口部形成一內凹之垂直線帶。內凹之開口得作為窗臺洩水外，舊制外側亦設有一外推之金屬製雙開窗，整修後並未加裝但仍保存舊有門作。依據日治時期之照片比對，創建初期之屋頂在屋脊及屋簷部分，在照片出現直線之型態，未有傳統和瓦或水泥瓦造屋頂常使用之脊瓦及鬼瓦構造。另外，在屋面部份，屋面構造亦呈現出平滑之型態，未出現傳統棧瓦層層堆疊之型態，故初步排除為日式和瓦或水泥瓦之屋頂構造。另外，臺北植物園腊葉館屋架為西式之芬克式桁架，在日治時期相似規模與構造之類型常出現在廣間式之集會型建築禮堂等。原建築設計者不詳。